# Законодательное собрание Нунавута
Законодательное собрание Нунавута — законодательный орган канадской территории Нунавут.
С момента образования территории 1 апреля 1999 года законодательное собрание избиралось пять раз. Последнее собрание начало работу 30 ноября 2017 года.

## Структура
Законодательное собрание Нунавута состоит из 19 беспартийных членов, выбираемых в ходе тайного голосования. Депутаты принимают участие в работе комитетов и дебатах. Кроме того, депутаты выбирают из членов законодательного собрания его спикера, а также правительство территории во главе с премьер-министром.
Заседания законодательного собрания транслируются в прямом эфире на телеканале в Икалуите. Кроме того, местные телеканалы показывают двухчасовой ночной выпуск со сводкой событий.

## Здание и основные символы

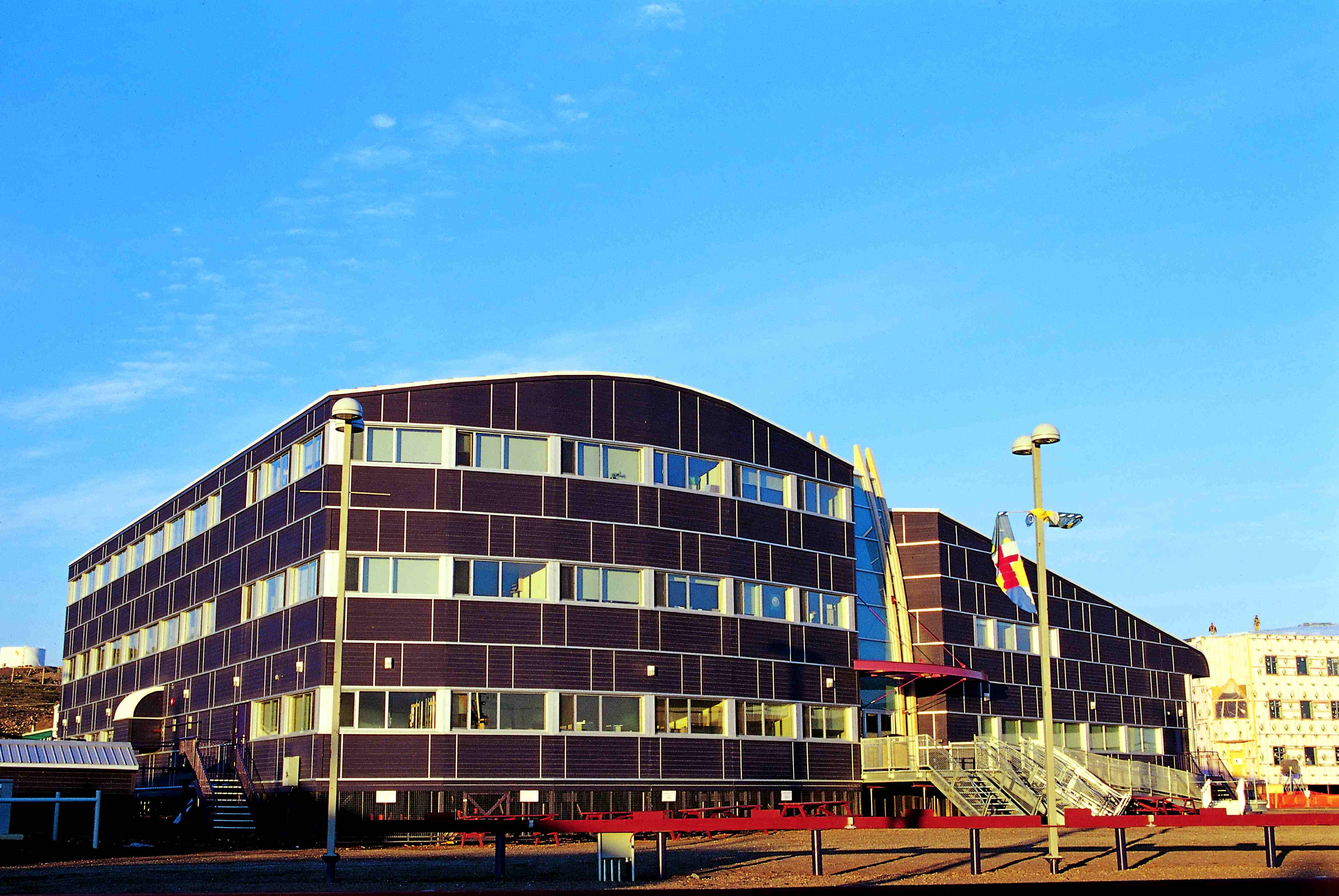
Здание законодательного собрания

Законодательное собрание Нунавута заседает в Икалуите, здание #926. Здание было построено в 1998—1999 годах при поддержке Nunavut Construction Corporation. Современное трёхэтажное строение из стекла и металла было спроектировано Arcop Group, Full Circle Architecture.

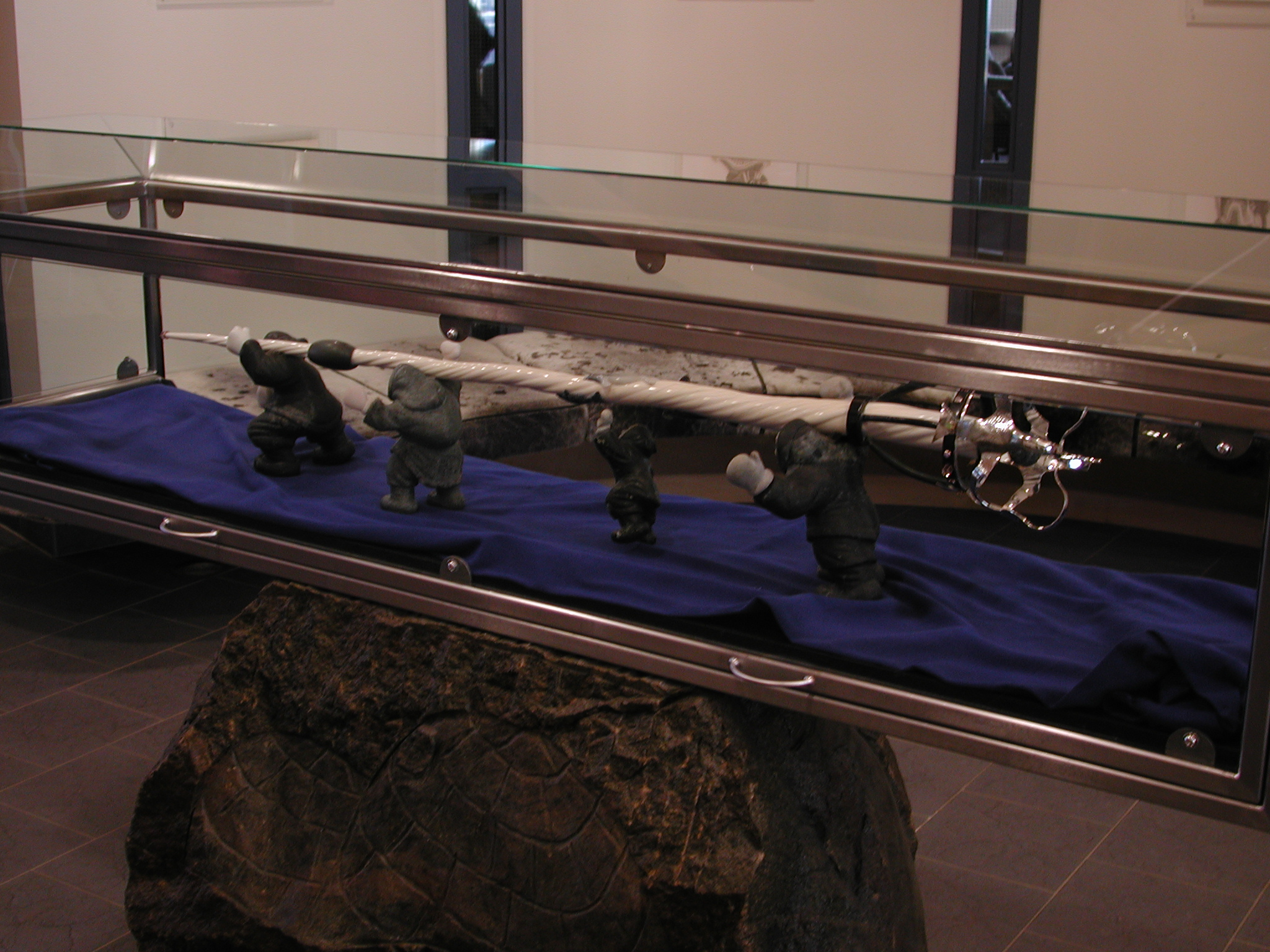
Церемониальный жезл

Здание законодательного собрание было открыто 30 марта 1999 года, за два дня до официального создания территории, в присутствии всех 19 членов первого созыва собрания, а также 200 гостей. В 2002 году во время своего турне по Канаде Нунавут посетила королева Елизавета II, которая произнесла речь в здании законодательно собрания. В феврале 2010 года в здании прошла встреча министров финансов «Большой Семёрки» (G8 без России).
Во время заседаний законодательного собрания в зале присутствует его символ — церемониальный жезл. Жезл изготовлен местными мастерами из рога нарвала, украшен ляпис-лазурью (вид лазурита), аметистами, гранатами и белым мрамором. Завершает композицию бриллиант весом 2,25 карата, добытый в Джерико на западе территории.

## Избирательные округа
Ниже представлены избирательные округа территории Нунавут и их текущие представители (на сентябрь 2010 года):
| №  | Название                   | Английское название             | Число избирателей | Населённые пункты                           | Депутат          | Английское имя      |
| -- | -------------------------- | ------------------------------- | ----------------- | ------------------------------------------- | ---------------- | ------------------- |
| 1  | Акуллик                    | Akulliq                         | 672               | Кугаарук, Репалс-Бей                        | Джон Нингарк     | en:John Ningark     |
| 2  | Амиттук                    | Amittuq                         | 1060              | Иглулик, Холл-Бич                           | Луис Тупардюк    | en:Louis Tapardjuk  |
| 3  | Арвиат                     | Arviat                          | 972               | Арвиат                                      | Дэниэл Шевчук    | en:Daniel Shewchuk  |
| 4  | Бейкер-Лейк                | Baker Lake                      | 967               | Бейкер-Лейк                                 | Мозес Аупалуктук | en:Moses Aupaluktuq |
| 5  | Икалуит-восток             | Iqaluit East                    | 958               | Икалуит                                     | Ева Аариак       | en:Eva Aariak       |
| 6  | Икалуит-запад              | Iqaluit West                    | 711               | Икалуит                                     | Пол Окалик       | en:Paul Okalik      |
| 7  | Икалуит-центр              | Iqaluit Centre                  | 826               | Икалуит                                     | Хантер Туту      | en:Hunter Tootoo    |
| 8  | Кеймбридж-Бей              | Cambridge Bay                   | ?                 | Батерст-Инлет, Кеймбридж-Бей                | Кит Петерсон     | en:Keith Peterson   |
| 9  | Куглуктук                  | Kugluktuk                       | 651               | Куглуктук                                   | Питер Таптуна    | en:Peter Taptuna    |
| 10 | Куттиктук                  | Quttiktuq                       | 562               | Арктик-Бей, Грис-Фьорд, Нанизивик, Резольют | Рон Эллиотт      | en:Ron Elliott      |
| 11 | Нанулик                    | Nanulik                         | 533               | Корал-Харбор, Честерфилд-Инлет              | Джонни Нингеонан | en:Johnny Ningeonan |
| 12 | Наттилик                   | Nattilik                        | 1060              | Йоа-Хейвен, Талойоак                        | Джинни Угуюк     | en:Jeannie Ugyuk    |
| 13 | Пангниртунг                | Pangnirtung                     | 721               | Пангниртунг                                 | Адами Комоарток  | en:Adamee Komoartok |
| 14 | Ранкин-Инлет               | Rankin Inlet                    | ?                 | Ранкин-Инлет                                | Тагак Кёрли      | en:Tagak Curley     |
| 15 | Ранкин-Инлет-юг / Уэйл-Ков | Rankin Inlet South / Whale Cove | 843               | Ранкин-Инлет, Уэйл-Ков                      | Лорне Кусугак    | en:Lorne Kusugak    |
| 16 | Саут-Баффин                | South Baffin                    | ?                 | Кейп-Дорсет, Киммирут                       | Фред Шелл        | en:Fred Schell      |
| 17 | Туннуник                   | Tunnuniq                        | 679               | Понд-Инлет                                  | Джеймс Арвалук   | en:James Arvaluk    |
| 18 | Уккумиут                   | Uqqummiut                       | 637               | Кикиктарьюак, Клайд-Ривер                   | Джеймс Арреак    | en:James Arreak     |
| 19 | Хадсон-Бей                 | Hudson Bay                      | 414               | Саникилуак                                  | Аллан Румбо      | en:Allan Rumbolt    |